# Listener Supported
Listener Supported – album koncertowy zespołu rockowego Dave Matthews Band. Płyta ta dokumentuje występ zespołu, który miał miejsce w hali Continental Airlines Arena w East Rutherford 11 września 1999 roku.

## Lista utworów

### Dysk 1
1. Intro – 6:25
2. „Pantala Naga Pampa” – 0:41
3. „Rapunzel” (Matthews, Beauford, Lessard)– 7:09
4. „Rhyme & Reason” – 5:58
5. „The Stone” – 7:28
6. „#41” – 9:47
7. „Crash into Me” – 6:02
8. „Jimi Thing” – 13:12
9. „#36” – 7:34
  - gościnnie The Lovely Ladies
10. „Warehouse” – 8:32

### Dysk 2
1. „Too Much” (Matthews, Beauford, Moore, Lessard, Tinsley) – 4:52
2. „True Reflections” (Tinsley) – 7:25
  - gościnnie The Lovely Ladies
3. „Two Step” – 14:38
4. „Granny” – 4:24
5. „Stay (Wasting Time)” (Matthews, Lessard, Moore) – 7:07
  - gościnnie The Lovely Ladies
6. „#40" – 1:49
  - solo Dave Matthews
7. „Long Black Veil” (Dill, Wilkin) – 8:44
  - gościnnie The Lovely Ladies
8. „Don’t Drink the Water” – 7:09
9. Intro to... – 1:36
10. „All Along the Watchtower” (Dylan) – 7:51

## Muzycy biorący udział w nagraniu
- Carter Beauford – instrumenty perkusyjne
- Stefan Lessard – gitara basowa
- Dave Matthews – gitara akustyczna, śpiew
- LeRoi Moore – saksofon, klarnet, instrumenty dęte
- Boyd Tinsley – skrzypce

Gościnnie:
- Butch Taylor – instrumenty klawiszowe (we wszystkich utworach)
- The Lovely Ladies – śpiew
  - Tawatha Agee
  - Cindy Myzell
  - Brenda White King